# Vladimir Osokin
Vladimir Yuryevich Osokin (nascido em 8 de janeiro de 1954) é um ex-ciclista soviético. Ganhou uma medalha de prata e uma de ouro na prova de perseguição por equipes nos Jogos Olímpicos de 1976 e 1980, respectivamente; individualmente, ele terminou em quarto e quinto lugar.